# Lutz Lindemann
Lutz Lindemann (Halberstadt, 13 luglio 1949) è un allenatore di calcio ed ex calciatore tedesco orientale dal 1990 tedesco, di ruolo centrocampista.

## Palmarès

### Giocatore

#### Competizioni nazionali
- Coppa della Germania Est: 1

Carl Zeiss Jena: 1979-1980

### Allenatore

#### Competizioni nazionali
- Coppa del Kosovo: 2

Pristhina: 2017-2018, 2019-2020